# Olaus Moberg
Olaus Moberg, född 1653 i Kil i Södermanland i Sverige, död 29 mars 1705 i Pernau i Estland, var en svensk-estnisk teolog och universitetsrektor i Estland.
Olaus Moberg gick i skola i Strängnäs 1668-1670 och i gymnasium där 1671-1677. Han studerade vid Uppsala universitet från 1677 och disputerade där i teologi 1679. Han studerade därefter i Leiden och Utrecht i Nederländerna, i Tübingen i Tyskland och i Strasbourg i Frankrike.
Han var rektor för Sankta Klaraskolan i Stockholm 1686-88. 
Dorpats universitet (Academia Gustavo-Carolina) hade stängts 1665. Nya statuter utfärdades 1689, och året därpå återinvigdes universitetet med Olaus Moberg som professor i teologi och som rektor. Han var teologiprofessor där fram till sin död 1705, och också rektor i omgångar 1690, 1695–1696 och 1700–1701. Han ingick i Livländischen Oberkonsistoriums 1694-1705.
Han gifte sig 1700 med Brita Catharina Mörling (1663–1726).